# Патриарший экзархат Западной Европы
Патриарший экзархат Западной Европы (фр. l'Exarchat patriarcal en Europe occidentale) — зарубежный экзархат Московского патриархата (РПЦ), в настоящее время объединяющий епархии Московского патриархата на территории Андорры, Бельгии, Великобритании, Ирландии, Испании, Италии, Лихтенштейна, Люксембурга, Монако, Нидерландов, Португалии, Франции, Швейцарии, Гибралтара. Глава экзархата имеет титул «Корсунский и Западноевропейский».
Первоначально учреждён 7 сентября 1945 года постановлением Священного синода РПЦ о «воссоединении управляемых» митрополитом Евлогием (Георгиевским) приходов с Московским патриархатом и их сохранении в качестве экзархата РПЦ. Упразднён в 1990 году. Восстановлен 28 декабря 2018 года.

## История

### Западно-Европейские приходы Русской православной церкви до 1945 года
Первая попытка организовать Западно-Европейской епархию Русской церкви была предпринята в 1897 году архиепископом Финляндским Антонием (Вадковским). Посол в Риме Александр Нелидов через Министерство иностранных дел поддержал идею. Летом 1907 года архимандрит Владимир (Путята) был хиротонисан во епископа Кронштадтского, викария Санкт-Петербургской епархии для заведования всеми русскими православными заграничными церквами (за исключением посольских храмов в Афинах и Константинополе). Через два года викариатство было упразднено.
До 1921 года русские православные приходы в Западной Европе (в неправославных странах) находились в ведении митрополитов Санкт-Петербургских (Петроградских), сношения с которыми были затруднены революционными событиями и гражданской войной в России, а также общим расстройством церковного управления в начале 1920-х. Согласно постановлению Патриарха Московского и всея России Тихона, Священного Синода и Высшего Церковного Совета от 8 апреля 1921 года, такие приходы переходили во временное управление архиепископа Евлогия (Георгиевского), бывшего Житомирского и Волынского, — «вплоть до восстановления правильных и беспрепятственных сношений с Петроградом» (ещё раньше, 15 октября 1920 года, он был назначен на эту должность указом Южно-Русского Высшего Церковного Управления, находившегося в городе Симферополе, на территории контролировашейся Вооружёнными силами Юга России). Таким образом учреждалась структура, обычно именовавшаяся как «Западно-Европейская епархия», хотя управляющий архиерей не имел статуса епархиального, а приходы, в строгом смысле, были Патриаршими ставропигиями в его временном управлении.
В дальнейшем, митрополит Евлогий примыкал к Архиерейскому Синоду Русской Православной Церкви заграницей (РПЦЗ) во главе с митрополитом Антонием (Храповицким), но в 1926 году между двумя иерархами выявились принципиальные разногласия. 8 сентября 1927 года решением Архиерейского Синода РПЦЗ была учреждена Западноевропейская епархия РПЦЗ; 9 сентября её управляющим был назначен бывший викарий митрополита Евлогия архиепископ Серафим (Лукьянов) с местопребыванием кафедры в Париже.
5 апреля 1922 года Патриарх Константинопольский Мелетий IV назначил митрополита Селевкийского Германа (Стринопулоса) своим Экзархом Западной и Центральной Европы с титулом «Фиатирский»; всем православным учреждениям, находящимся в Западной Европе вне границ поместных Церквей, было предложено войти в его юрисдикцию.
9 мая 1928 года полномочия митрополита Евлогия (Георгиевского) были подтверждены Заместителем Патриаршего Местоблюстителя, митрополитом Сергием (Страгородским). 10 июня 1930 года митрополит Евлогий, по политическим мотивам, был запрещён в священнослужении постановлением Синода митрополита Сергия и в феврале 1931 года с почти всем клиром и паствой перешёл в юрисдикцию Константинопольской Патриархии, в связи с чем в юрисдикции Константинпольского Патриархата был образован Временный экзархат святого апостольского и патриаршего трона Константинополя в Западной Европе. Как вспоминал митрополит Антоний (Блум): «Патриаршей Церкви тогда остались верными человек 40-50 в Париже и человек 10-15 в Ницце, маленький приход в Берлине, малюсенький приход в Бельгии — это все, что было. Все остальные ушли под Константинополь». Временное управление немногочисленными патриаршими приходами в Западной Европе в конце декабря 1930 года было поручено митрополиту Елевферию (Богоявленскому).
В марте 1931 года епископ Вениамин (Федченков), бывший Севастопольский, организовал в Париже патриаршее подворье с храмом святителей Василия Великого, Григория Богослова и Иоанна Златоуста (Трёхсвятительское подворье), которое стало центром немногочисленных русских приходов под юрисдикцией Московского Патриархата. Важную роль в создании новой епархии сыграло Братство святителя Фотия, которое в 1931 году возглавлял Владимир Лосский. Епископ Вениамин, до своего отбытия в США в 1933 году имел статус викария митрополита Елевферия.
Вместо митрополита Евлогия в декабре 1930 года был назначен митрополит Виленский и Литовский Елевферий (Богоявленский). В марте 1931 года епископ Вениамин (Федченков) стал викарным епископом епархии и настоятелем храма Трёх Святителей.

### Экзархат в 1945—1990 годы
7 сентября 1945 года решением Священного Синода РПЦ был учреждён Западноевропейский экзархат Московского Патриархата во главе с митрополитом Евлогием, тогда уже тяжело больным. По смерти последнего 8 августа 1946 года решением Синода и указом Московского Патриарха Алексия I Экзархом Западной Европы был назначен митрополит Серафим (Лукьянов), бывший «карловчанин». Однако на территории Франции практически весь клир и паства митрополита Евлогия пожелали остаться в ведении Константинопольского патриархата.
С 1947 по 1989 годы в Париже издавался ежеквартальный журнал «Вестник Русского Западноевропейского Патриаршего Экзархата» («Messager de l’Exarchat du Patriarche Russe en Europe Occidentale»).
Всё послевоенное время вплоть до начала 1990-х годов положение общин Русской православной церкви в Западной Европе было тяжёлым: Священник Августин Робертс писал Патриарху Алексию I в 1956 году: «В большинстве стран Западной Европы принадлежность к Московской юрисдикции является делом тяжёлым. Мы кажемся политически подозрительными нашим братьям православным и неправославным, а многие лица, интересующиеся Православием как таковым, не хотят иметь ничего общего с „Советской“ Церковью, то есть „Большевистской“. Наша пастырская и миссионерская работа страдает от того, что мы принадлежим к этой юрисдикции. Оторванность Русской Церкви на Западе является катастрофической для всего будущего Православия на Западе». В начале 1950-х годов французские власти попытались вообще ликвидировать представительство Московской Патриархии в Париже и выслать наиболее активных священнослужителей — архимандрита Сергия (Шевича), протоиереев Бориса Старка, Георгия Шумкина, Льва Липеровского, иереев Илию Поляка и Виктора Кеппа. Властями пресекалась возможность общения местного духовенства со своими архиереями. Так, архимандриту Николаю (Ерёмину), служившему во Франции, приходилось объясняться перед местными властями за посещение им в Берлине архиепископа Бориса (Вика). Архимандрит Сергий (Шевич) после визита в Москву находился под особым подозрением властей.
В 1953 году при Трёхсвятительском подворье епископом Николаем (Ерёминым) были организованы двухгодичные богословско-пастырские курсы для подготовки духовенства, переместившиеся в 1958 году в Вильмуассон. В 1963 года после ухода митрополита Николая (Ерёмина) на покой курсы были закрыты.
5 января 1960 году была образована Корсунская епархия с центром в Париже, в 1962 году — Сурожская с центром в Лондоне. 18 августа 1972 году образована Гаагская епархия.
Решением Архиерейского Собора РПЦ 30 — 31 января 1990 года, в числе прочих зарубежных Экзархатов РПЦ, Западноевропейский Экзархат был упразднён, а входившие в него епархии подчинены Патриарху и Синоду.

### С 2018 года
28 декабря 2018 года Священный синод Русской православной церкви постановил образовать в Западной Европе Патриарший экзархат. Центром экзархата стал город Париж. Решение об учреждении экзархата вызвано действиями патриарха Константинопольского на территории Украины. Как отметил священник Александр Волков: «Мы всегда с уважением относились к Константинопольскому патриархату и закрывали глаза на его претензии на попечение над всеми православными диаспорами. Но теперь этот подход имеет мало общего с действительностью, уже нет никаких оснований Константинопольскому патриархату считать себя правомочным брать под своё духовное покровительство вообще всю диаспору, как в Западной Европе, так и в других частях мира. Теперь приняты новые решения о том, как будет окормляться русскоязычная паства и те люди, которые относят себя к членам Русской православной церкви. Церковная жизнь для русских общин в Западной Европе теперь будет развиваться по другому руслу. <…> Модель управления Русской церковью в Западной Европе теперь будет примерно аналогичной Белорусскому экзархату».
Согласно Внутреннему положению о Патриаршем экзархате Западной Европы, высшая церковная власть в экзархате принадлежит Синоду Патриаршего экзархата, возглавляемому митрополитом Корсунским и Западноевропейским, патриаршим экзархом Западной Европы, и состоящему из епархиальных архиереев епархий экзархата. 4 декабря 2019 года в здание епархиального управления Корсунской епархии состоялось первое заседание Синода Патриаршего экзархата Западной Европы

## Правящие архиереи
| Управляющие Западно-Европейскими приходами Русской церкви |                  |                 |                           |                                                    |                                                              |
| Номер                                                     | Начало правления | Конец правления | Имя                       | Сан                                                | Примечание                                                   |
| 1                                                         | 1 октября 1920   | 10 июня 1930    | Евлогий (Георгиевский)    | митрополит                                         |                                                              |
| 2                                                         | 24 декабря 1930  | 31 декабря 1940 | Елевферий (Богоявленский) | митрополит Виленский                               | до 30 апреля 1931 года — временный управляющий               |
| Экзархи Московской патриархии в Западной Европе           |                  |                 |                           |                                                    |                                                              |
| Номер                                                     | Начало правления | Конец правления | Имя                       | Сан                                                | Примечание                                                   |
| 1                                                         | 2 сентября 1945  | 8 августа 1946  | Евлогий (Георгиевский)    | митрополит                                         |                                                              |
| 2                                                         | 9 августа 1946   | 15 ноября 1949  | Серафим (Лукьянов)        | митрополит Западноевропейских православных церквей |                                                              |
| 3                                                         | февраль 1950     | 26 октября 1951 | Фотий (Тапиро)            | архиепископ Виленский                              |                                                              |
|                                                           | 26 октября 1951  | 11 ноября 1954  | Борис (Вик)               | архиепископ Берлинский                             | временный управляющий                                        |
| 4                                                         | 11 ноября 1954   | 14 января 1963  | Николай (Ерёмин)          | митрополит Корсунский                              | до 5 января 1960 года — архиепископ Клишийский               |
| 5                                                         | 14 января 1963   | 5 апреля 1974   | Антоний (Блум)            | митрополит Сурожский                               | до 27 января 1966 года — архиепископ и временный управляющий |
| 6                                                         | 3 сентября 1974  | 5 сентября 1978 | Никодим (Ротов)           | митрополит Ленинградский и Новгородский            |                                                              |
| 7                                                         | 12 октября 1978  | 1 февраля 1984  | Филарет (Вахромеев)       | митрополит Минский и Слуцкий                       |                                                              |
| 8                                                         | 28 марта 1984    | 19 февраля 1990 | Владимир (Сабодан)        | митрополит Ростовский и Новочеркасский             |                                                              |
| 9                                                         | 28 декабря 2018  | 30 мая 2019     | Иоанн (Рощин)             | митрополит Корсунский и Западноевропейский         | до 3 января 2019 года — епископ                              |
| 10                                                        | 30 мая 2019      | 13 октября 2022 | Антоний (Севрюк)          | митрополит Корсунский и Западноевропейский         | до 31 мая 2019 года — архиепископ                            |
| 11                                                        | 13 октября 2022  |                 | Нестор (Сиротенко)        | митрополит Корсунский и Западноевропейский         |                                                              |

## Епархии
В состав Экзархата входят епархии и викариатства:
- Брюссельская (Бельгия и Люксембург)
- Гаагская (Нидерланды)
- Испанско-Португальская с кафедрой в Мадриде (Испания, Португалия, Андорра и Гибралтар)
- Корсунская с кафедрой в Париже (Франция, Лихтенштейн, Монако и Швейцария)
  - Кафское викариатство
- Сурожская с кафедрой в Лондоне (Великобритания и Ирландия)
- Патриаршие приходы в Италии с центром в Риме (Италия, Мальта и Сан-Марино)
- Богородское викариатство